# 陳馬六甲
陳馬六甲（1897年6月2日—1949年2月21日），又译汤·马拉加、丹马拉加，全称拿督苏丹·伊布拉欣·马拉卡（Ibrahim gelar Datuk Sutan Malaka），印度尼西亚教师、马克思主义者、哲学家、斗争联盟和平民党创始人，他也是游击队员和间谍，参加了印度尼西亚独立运动，是印尼民族英雄。印尼杂志《Tempo》称他为“印度尼西亚共和国之父”。

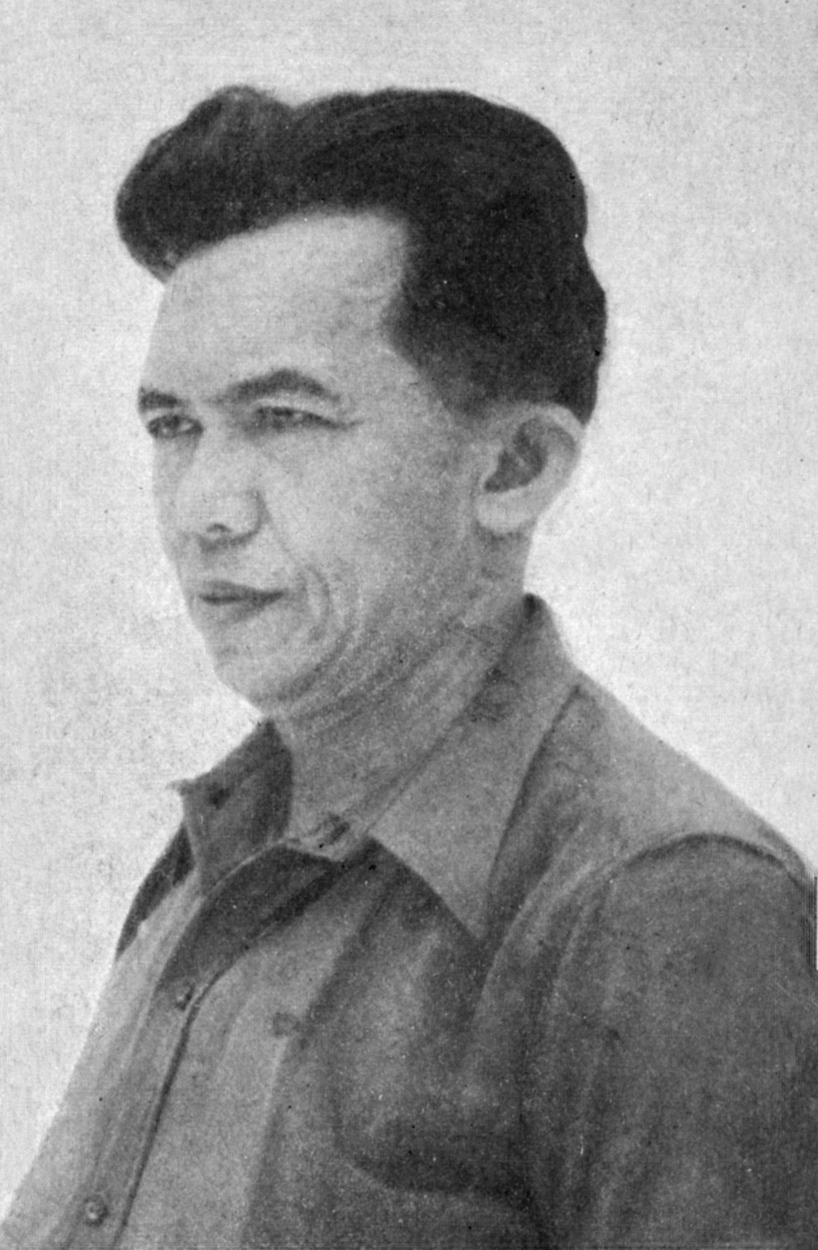
陈马六甲

陳馬六甲并非华裔，而是出身苏门答腊岛原住民之一的米南佳保人，名字中的陈（Tan）在在米南佳保语则是全名中“苏丹”（Sutan）的省称，系其继承自母亲的半贵族尊称，实际上的本名为伊布拉辛（Ibrahim）；1922年陈马六甲因反抗荷印殖民政府遭到流放，因缘际会下避居闽南某陈姓村落，后来到上海凭借关系取得中国国籍；1937年抗日战争爆发后离开中国并以华侨身份来到新加坡，1942年日军进攻新加坡前夕潜入印尼图谋举事。